# Bartniczka (gmina)
Bartniczka est une gmina rurale du powiat de Brodnica, Cujavie-Poméranie, dans le centre-nord de la Pologne. Son siège est le village de Bartniczka, qui se situe environ 14 km à l'est de Brodnica et 70 km à l'est de Toruń.
La gmina couvre une superficie de 83,35 km2 pour une population de 4 570 habitants.

## Géographie
La gmina est bordée par les gminy de Brody, Jasień, Lipinki Łużyckie, Lubsko et Trzebiel.